# قولدورکهلی
قولدورکهلی روستایی است که در استان اردبیل، شهرستان مشگین‌شهر، بخش مرادلو، دهستان ارشق غربی قرار دارد.
روستای قولدورکهلی در مسیر قلعه قهقهه قرار گرفته است.
این روستا دارای طبیعتی زیبا و بکر میباشد

## جمعیت
بر اساس سرشماری سال ۱۳۸۵ جمعیت این روستا ۲۳۱ نفر با ۴۳ خانوار بوده‌است.